# Chionaema fulvia
Chionaema fulvia là một loài bướm đêm thuộc phân họ Arctiinae, họ Erebidae.